# ND Mura 05
El Nogometna Društvo Mura 05 (en español: Asociación de Fútbol Mura desde 2005), conocido simplemente como ND Mura 05, fue un club de fútbol de Eslovenia que jugó en la Prva SNL, la liga de fútbol más importante del país.

## Historia
Fue fundado en el año 2005 en la ciudad de Murska Sobota supuestamente como el sucesor del desaparecido NK Mura, quien jugó varios años en la Prva SNL hasta que se declaró en bancarrota y desapareció en el año 2004, aunque las estadísticas de ambos equipo se contabilicen por separado. Accedió a la Prva SNL porque 3 equipos declinaron participar en la Temporada 2011/12 por razones financieras, logrando en su primera temporada obtener un cupo para la Liga Europea de la UEFA. solamente cuenta con 1 título en su historia.
Participó en su primer y único torneo continental en la Liga Europea de la UEFA en el año 2012/13 en donde fue eliminado en la fase de playoff por el SS Lazio de Italia.
Al finalizar la temporada 2012/13 el club declaró insolvencia económica y desapareció, y ese mismo año el Mura NS tomó su lugar en la liga.

## Palmarés
- 3. SNL: 1

2005–06
- Copa de Murska Sobota: 1

2008-09

## Participación en competiciones de la UEFA
| Temporada | Torneo             | Ronda            | Club         | Casa | Visita | Global  |
| --------- | ------------------ | ---------------- | ------------ | ---- | ------ | ------- |
| 2012–13   | UEFA Europa League | Clasificatoria 1 | Baku         | 2–0  | 0–0    | 2–0     |
| 2012–13   | UEFA Europa League | Clasificatoria 2 | CSKA Sofia   | 0–0  | 1–1    | 1–1 (a) |
| 2012–13   | UEFA Europa League | Clasificatoria 3 | Arsenal Kiev | 0–2  | 3–01   | 3–2     |
| 2012–13   | UEFA Europa League | Play-Off         | Lazio        | 0–2  | 1–3    | 1–5     |

Notas
- Nota 1: La UEFA le concedió la victoria al Mura 05 por marcador de 3–0 ante el Arsenal Kiev porque éstos alinearon a Éric Matoukou, quien estaba suspendido para el juego de ida. El resultado original fue 3–0 a favor del Arsenal Kiev.[6]

### Récord Europeo
| Competiciones de la UEFA | Competiciones de la UEFA | Competiciones de la UEFA | Competiciones de la UEFA | Competiciones de la UEFA | Competiciones de la UEFA | Competiciones de la UEFA | Competiciones de la UEFA |
| Torneo                   | J                        | G                        | E                        | P                        | GF                       | GC                       | Última aparición         |
| ------------------------ | ------------------------ | ------------------------ | ------------------------ | ------------------------ | ------------------------ | ------------------------ | ------------------------ |
| UEFA Europa League       | 8                        | 2                        | 3                        | 3                        | 7                        | 8                        | 2012–13                  |
| Total                    | 8                        | 2                        | 3                        | 3                        | 7                        | 8                        |                          |

## Entrenadores
- Edin Osmanović (julio de 2007–julio de 2008)
- Primoz Gliha (julio de 2009–febrero de 2010)
- Robert Pevnik (junio de 2011–agosto de 2011)
- Ante Šimundža (agosto de 2011–junio de 2012)
- Franc Cifer (junio de 2012-)
- Oliver Bogatinov (2012–2013)
- Ante Šimundža (2013)